# Congresso Internacional de Filosofia
O Congresso Internacional de Filosofia é um congresso realizado de cinco em cinco anos.
O Primeiro Congresso Internacional de Filosofia, realizou-se em Paris em 1900, tendo Émile Boutroux realizado o discurso de abertura.

## Lista de Congressos
| #    | Data do Congresso        | País                      | Anfitrião                     | Tema                                                         |
| ---- | ------------------------ | ------------------------- | ----------------------------- | ------------------------------------------------------------ |
| 1.º  | 1900, 1 ago. – 5 ago.    | Paris, França             |                               |                                                              |
| 2.º  | 1904, 4 set. – 8 set.    | Genebra, Suíça            |                               |                                                              |
| 3.º  | 1908, 31 ago. – 5 set.   | Heidelberg, Alemanha      |                               |                                                              |
| 4.º  | 1911, 5 abril – 11 abril | Bolonha, Itália           |                               |                                                              |
| 5.º  | 1924, 5 maio – 9 maio    | Nápoles, Itália           |                               |                                                              |
| 6.º  | 1926, 13 set. – 17 set.  | Boston, EUA               |                               |                                                              |
| 7.º  | 1930, 1 set. – 6 set.    | Oxford, Reino Unido       |                               |                                                              |
| 8.º  | 1934, 2 set. – 7 set.    | Praga, República Checa    |                               |                                                              |
| 9.º  | 1937, 31 jul. – 6 ago.   | Paris, França             |                               | "Congrès Descartes", no 3.º centenário do Discurso do Método |
| 10.º | 1948, 11 ago. – 18 ago.  | Amesterdão, Países Baixos |                               |                                                              |
| 11.º | 1953, 20 ago. – 26 ago.  | Bruxelas, Bélgica         |                               |                                                              |
| 12.º | 1958, 12 set. – 18 set.  | Veneza, Itália            |                               |                                                              |
| 13.º | 1963, 7 set. – 14 set.   | Cidade do México, México  |                               |                                                              |
| 14.º | 1968, 2 set. – 9 set.    | Viena, Áustria            |                               |                                                              |
| 15.º | 1973, 17 set. – 22 set.  | Varna, Bulgária           |                               | Ciência, Tecnologia, Homem                                   |
| 16.º | 1978, 26 ago. – 2 set.   | Düsseldorf, Alemanha      |                               |                                                              |
| 17.º | 1983, 21 ago. – 27 ago.  | Montreal, Canadá          |                               | Filosofia e Cultura                                          |
| 18.º | 1988, 21 ago. – 27 ago.  | Brighton, Reino Unido     |                               | A Compreensão Filosófica dos Seres Humanos                   |
| 19.º | 1993, 22 ago. – 28 ago.  | Moscovo, Rússia           |                               | A Humanidade num Ponto de Viragem: Perspetivas Filosóficas   |
| 20.º | 1998, 10 ago. – 15 ago.  | Boston, EUA               |                               | Paideia: Filosofia Educando a Humanidade                     |
| 21.º | 2003, 10 ago. – 17 ago.  | Istambul, Turquia         | İoanna Kuçuradi Turquia       | Filosofia Enfrentando Problemas Mundiais                     |
| 22.º | 2008, 30 jul. – 5 ago.   | Seul, Coreia do Sul       | Peter Kemp Dinamarca          | Repensando a Filosofia Hoje                                  |
| 23.º | 2013, 4 ago. – 10 ago.   | Atenas, Grécia            | Konstantinos Boudouris Grécia | Filosofia como Investigação e Modo de Vida                   |
| 24.º | 2018, 13 ago. – 20 ago.  | Pequim, China             |                               | Aprendendo a ser humano                                      |
| 25.º | 2024, 1 ago. – 8 ago.    | Roma, Itália              |                               | Filosofia Além das Fronteiras                                |

## Ligações Externas
- (em inglês) Fédération Internationale des Sociétés de Philosophie

- (em inglês) World Congress of Philosophy Collection